# 光渦多重通信
光渦多重通信（ひかりうず たじゅうつうしん）とは、1本の光ファイバーケーブル、または自由空間伝送路に複数の異なる光渦の信号を同時に乗せることによる、高速かつ大容量の情報通信手段である。軌道角運動量多重(Orbital angular momentum multiplexing)、OAMモード多重とも言う。
光の軌道角運動量にあたる光渦は、等位相面が1波長で2πの整数倍（2π×m）になるように分布する（mは光渦モードのチャージ数と呼ばれる）。チャージ数の異なるモードは互いに直交性があるため、理論上はそれらを無限に多重化できることになる。光渦多重化を他の変調方式および多重化方式と組み合わせて使用することで、無線ならびに光ファイバー通信の帯域幅の大幅な向上が見込まれる。
長期的には、光回線の高速化や、一部地域における電波の周波数割り当てが慢性的に不足する状況の抜本的解決や、wifiアクセスポイントの過密に伴う各種混信状態の解消などが期待されているが、現状は通信距離の限界などから実験的な段階に留まっている。

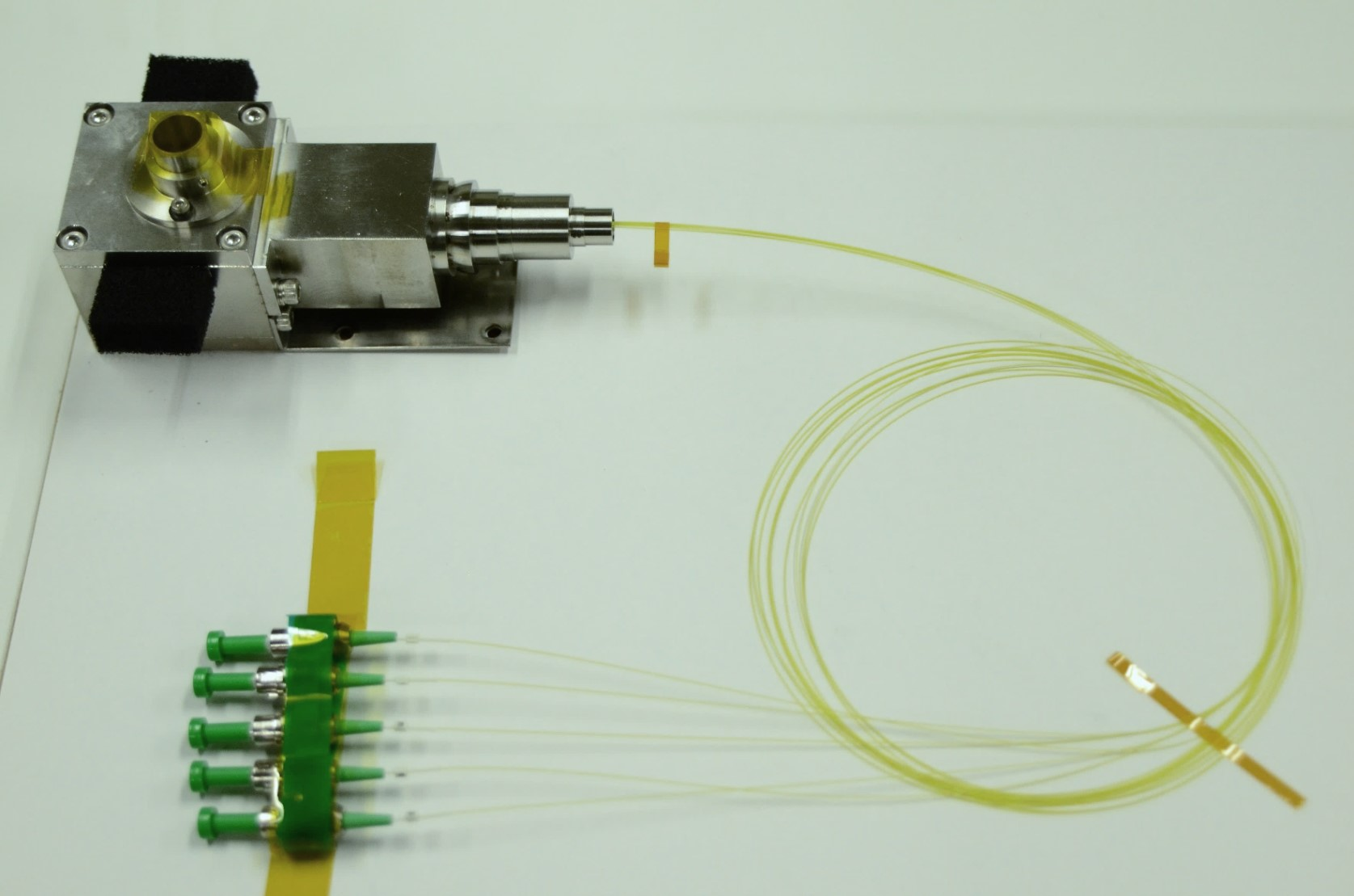
光渦多重通信用モジュール ©東京工業大学，産業技術総合研究所： 光ファイバの各ポートが、光渦モードのチャージ数に対応しており、それぞれのファイバから信号光を入射すると、多重器本体のポートから光渦多重化された平行光が得られる

## 歴史
光渦多重は、2004年に自由空間伝送において初めて実証された。現在、光渦多重通信は、無線通信と光通信の2つの分野において研究開発が進められている。

### 無線通信
2011年に、2つのインコヒーレントな無線信号を442 mの距離にわたって光渦多重伝送することに成功したのを皮切りに、MIMO技術との整合性を含めて多くの報告がなされるようになった。2014年には、光渦多重と偏波多重を組み合わせることで、2.5メートルの距離にわたって32 Gbit/sのミリ波無線通信の実証が報告されている。2018年には、NTT研究所より、光渦多重とMIMO技術を組み合わせることで100 Gbpsの大容量無線伝送に成功したとの発表がなされた。
無線通信における光渦多重通信は、容量と全体的なアンテナ占有率の点においては、従来の空間多重化を超える実質的な恩恵が少ないとされている。そのため、長距離マイクロ波光渦多重通信に関する研究開発は、電波の割り当てが携帯電話普及前から逼迫している日本を除き、近年は縮小傾向にある。

### 光通信
2012年に、南カリフォルニア大学のグループから、8つの異なる光渦信号を多重化することで、およそ1メートルの距離にわたって最大2.5 Tbit/sの自由空間伝送が報告されている。
長距離光ファイバシステムにおいて光渦多重通信を導入する際には、光渦状態をサポートしないシングルモードファイバの代わりに、マルチコアファイバか光渦ファイバを使用することが求められる。2012年に、ボストン大学のグループによって、20メートルの距離にわたって光渦モードが安定して伝搬することが示されており、以後さらなる改良が進められている。

## 技術
現在の光渦多重通信は、マルチプレクサ・デマルチプレクサとして、空間位相変調器を用いた比較的大きな光学系を組む必要があり、光ファイバシステムに用いる系としては実用的ではない。これを受けて、シリコンフォトニクスを用いたチップ化が進められており、カリフォルニア大学デービス校、東京工業大学、精華大学などにより、光渦多重器が開発されている。